# Sandra Betschart
Sandra Betschart (* 30. März 1989) ist eine ehemalige Schweizer Fussballspielerin und seit dem November 2021 General Manager der BSC YB Frauen.

## Karriere
Betschart kam 2005 zum FC Zürich, nachdem sie vorher für den SC Cham und den FC Malters gespielt hatte. Nach fünf Jahren in Zürich wechselte sie 2011 zum Kristianstads DFF in der schwedischen Liga Damallsvenskan. Am Saisonende wurde sie zum FC Yverdon in die Schweiz zurück transferiert, wo sie die zweite Hälfte der Saison 2011/12 in der Nationalliga A bestritt. Anschliessend unterschrieb sie beim VfL Sindelfingen, einem neu in die deutsche Frauen-Bundesliga aufgestiegenen Verein. Die Mittelfeldspielerin kündigte am 25. März 2013 ihren Abschied vom VfL Sindelfingen an. Die Schweizer Nationalspielerin unterschrieb am 27. März 2013 bei Sunnanå SK einen Ein-Jahres-Vertrag ab dem 1. April 2013. Auf die Saison 2016/17 hin wechselte sie in die Bundesliga zum MSV Duisburg, für den sie bereits in der Spielzeit zuvor leihweise gespielt hatte. Am Ende der Saison beendete sie dort ihre Karriere.
Ihr Debüt in der Schweizer Fussballnationalmannschaft der Frauen gab Betschart im Februar 2007 gegen Malta. Sie lief insgesamt 67 Mal für das Nationalteam auf und erzielte dabei zwei Tore.
Mit den BSC Young Boys Frauen, dem Berner Stadtverein, hat die Schweizerin viel vor. Es ist ein Trend im Schweizer Frauenfussball, dass ehemalige Spielerinnen die Führungsrollen in den Clubs übernehmen.